# Успенский, Николай Николаевич
Никола́й Никола́евич Успе́нский (20 июля 1946 — 19 октября 2024) — советский и российский дипломат. Чрезвычайный и полномочный посол (2 июля 1990).

## Биография
Родился в семье военнослужащего.
С образом жизни дипломатов познакомился ещё в детстве. Его отец, Николай Успенский (уроженец села Ветлуга Нижегородской области), советский морской офицер, ушёл в отставку в должности военно-морского атташе СССР в Японии. Родители рано ушли из жизни.
Имея тягу к иностранным языкам и гуманитарным наукам, после окончания школы поступил в Международный государственный институт международных отношений МИД СССР, который окончил в 1969 году.
Первую заграничную командировку получил в Канаду, где с 1969 года по 1972 год работал в Генеральном консульстве СССР в городе Монреале.
Некоторое время работал в Центральном аппарате Министерства иностранных дел СССР. В 1977—1983 годах — в посольстве СССР в Великобритании. По возвращении из Лондона в составе советской делегации находился на переговорах по морскому праву и по сокращению стратегических вооружений.
С 1990 года — чрезвычайный и полномочный посол СССР в Швеции.
Во время августовского путча 1991 года дал интервью, в котором поддержал ГКЧП, и вскоре был снят с должности.
До 1997 года являлся заместителем комиссара по демократическим институтам и правам человека в Совете государств Балтийского моря в Копенгагене, а также в Совете региона Баренцева моря. Также занимал пост директора Второго Европейского департамента МИД России, курировавшего отношения с Северными странами и Великобританией.
В 1997—2006 годах — заместитель начальника Управления проблем международной безопасности аппарата Совета безопасности Российской Федерации. По сути дела, это была работа в администрации президента. В компетенции Успенского было рассмотрение вопросов безопасности не только отдельно взятого региона, но и всего мира, в частности, в контексте отношений России с НАТО и Европейским Союзом.
С 25 июля 2006 по 14 июля 2010 года — чрезвычайный и полномочный посол Российской Федерации в Эстонии.
В июне 2010 года был награждён орденом «Крест Маарьямаа» I степени за заслуги перед эстонским государством.
С июля 2010 года на пенсии.
Был женат, осталась дочь.
Владел английским, французским, бирманским и шведским языками.
Умер 19 октября 2024 года в возрасте 78 лет.